# Ludovico Settala
Lodovico Settala (Milano, 27 febbraio 1550 – Milano, 12 settembre 1633) è stato un medico e traduttore italiano.

## Biografia
Nacque a Milano dal medico Francesco Settala e da Giulia Ripa, figlia del giureconsulto pavese Giovanni Francesco Ripa.
Studiò nel collegio dei Gesuiti di Brera e si laureò in Medicina all'Università degli Studi di Pavia nel 1571. Due anni dopo ottenne la prima cattedra straordinaria di Medicina a Pavia; ma vi rinunciò poco tempo dopo per svolgere l'attività medica a Milano. Ebbe tuttavia le cattedre di politica e di morale nelle Scuole canobiane di Milano e l'incarico di protofisico generale dello stato di Milano nel 1600.
Conobbe e strinse legami con molti gesuiti originari del Brasile e, grazie a queste conoscenze, Settala ottenne moltissimi doni esotici da quel luogo che conservò con cura in una wunderkamera costruita e finanziata da lui stesso. Questi molti oggetti provenienti dal Brasile possono essere visti oggi nella Pinacoteca Ambrosiana a Milano e tra questi possiamo trovare persino uno straordinario mantello che i sacerdoti della popolazione dei Tupinanbà indossavano durante le cerimonie sacre e durante i sacrifici, composto interamente con piume di pappagalli, il cui restauro nel 2018 si deve all'Opificio delle pietre dure a Firenze.
Lodovico Settala si prodigò in occasione delle epidemie di peste che si svilupparono a Milano nel 1576, e nel biennio 1628-1630 (la famosa peste dei I promessi sposi). Alessandro Manzoni lo nomina ne I promessi sposi, una prima volta nel capitolo XXVIII, quando parla del figlio, Senatore Settala, medico, membro, insieme ad Alessandro Tadino del tribunale della sanità ai tempi della vicenda di Renzo e Lucia; e una seconda volta nel capitolo XXXI, allorché è tra i primi ad accorgersi che la "strana malattia" che si stava diffondendo nella zona lecchese, era la peste.
Fu seppellito nella basilica degli Apostoli, detta di S. Nazaro, in Corso di Porta Romana a Milano.

## Opere

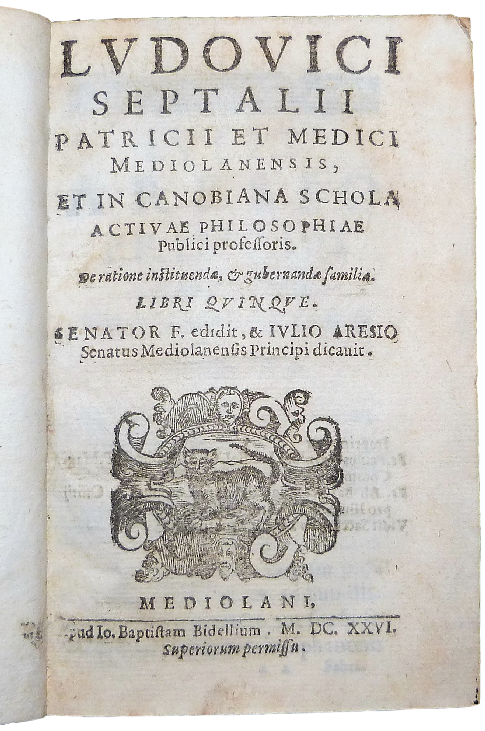
Frontespizio della prima edizione del trattato De ratione instituendæ, & gubernandæ familiæ, Mediolani, apud Io. Baptistam Bidellum, 1626

Lodovico Settala scrisse numerose opere, di medicina, filosofia e di storia naturale, oltre che di morale e di politica. Fra le sue opere si ricordano la traduzione latina, con commento, dei libri ippocratici De aëribus, aquis et locis (In librum Hippocratis Coi de aeribus, aquis, locis, commentarii V. Appositus est Graecus Hippocratis contextus ope antiquorum exemplarium, restitutus, ... Cum indice rerum et verborum locupletissimo, Coloniae: Ioan. Baptistae Ciotti Senensis aere, 1590) e dei Problemata di Aristotele (Commentariorum in Aristotelis problemata Tomus I-II, Francoforte sul Meno: apud haeredes Andreae Wecheli, Claudium Marnium, & Ioannem Aubrium, 1602).
- (LA) Ludovico Settala, In Librum Hippocratis Coi de aeribus, aquis, locis Commentarii V. appositus est graecus Hippocratis contextus ... restitutus et ... emendatus, una cum nova eiusdem in Latinum versione, Colonia, Giovanni Battista Ciotti, 1590. URL consultato il 3 marzo 2019.
- (LA) Ludovico Settala, Ludovici Septalii Patricii Mediolanensis Commentariorum in Aristotelis Problemata, septem primas sectiones continens, ab eodem Latine factas, vol. 1, Francoforte, Apud Claudium Marnium & heredes Ioannis Aubrii, 1602. URL consultato il 3 marzo 2019.
- (LA) Ludovico Settala, Ludovici Septalii Patricii Mediolanensis Commentariorum in Aristotelis Problemata, secundam heptadem continens, ab eodem Latine factam, vol. 2, Francoforte, Apud Claudium Marnium & heredes Ioannis Aubrii, 1607. URL consultato il 3 marzo 2019.
- Animaduersionum, & cautionum medicarum libri septem. Quorum materiam sequens pagina indicabit, Mediolani: apud Io. Bapt. Bidell., 1614.
- De peste, & pestiferis affectibus. Libri quinque, Mediolani: apud Ioannem Baptistam Bidellium, 1622.
- Ludouici Septalij patrici et medici Mediolanensis, De ratione instituendae, & gubernandae familiae. Libri quinque. Senator F. edidit, & Iulio Aresio Senatus Mediolanensis principi dicauit, Mediolani: apud Io. Baptistam Bidellium, 1626.
- Della ragion di stato libri sette. Di Lodouico Settala. All'illustrissimo, & eccellentissimo signore Don Emanuelle de Fonseca e Zugniga, Milano: appresso Gio. Battista Bidelli, 1627.
- Cura locale de' tumori pestilentiali, che sono il bubone, l'antrace, o carboncolo, & i furoncoli. Contenente tutto quello, che si ha da fare esteriormente nella cura di questi mali. Tolta dal libro della cura della peste. Del signor profisico Lodouico Settala, Milano: per Giouan Battista Bidelli, 1629.
- Preseruatione dalla peste scritta dal sig. protomedico Lodouico Settala, Brescia: per Bartholomeo Fontana, 1630.
- (LA) Ludovico Settala, Commentaria in Aristotelis Problemata, Lugduni, Sumptibus Claudi Landry, 1632. URL consultato il 3 marzo 2019.
- Antidotario romano latino, et volgare tradotto da Hippolito Cesarelli romano. Con l'aggionta dell'elettione de semplici, e prattica delle compositioni. E di due trattati, vno della teriaca romana, ... l'altro della teriaca egittia. Aggiontoui in questa vltima impressione le auertenze, & osseruationi appartenenti alla compositione de medicamenti del sig. Lodovico Settala, Milano: per Gio. Battista Bidelli, 1635
- Auertenze, et osseruationi appartenenti al curar le ferite, tradotte dall'ottavo libro delle osseruationi del signor Ludouico Settala, da Alessandro Tadino, Milano: per Gio. Pietro Cardi, 1641
- Breue compendio per curare ogni sorte de tumori esterni, & cutanee turpitudini, raccolto dalle osseruationi fisice, & chirurgice nelli vltimi anni fatte dal sig. Lodouico Settala medico collegiato. D'Alessandro Tadino medico collegiato, Milano: per Lodouico Monza: ad instan. di Altobello Pisani, 1646
- Ludovici Septalii mediolanensis, Opera de ratione familiae cum instituendae, tum gubernandae libri V et De ratione status libris VII, Editio nova, Ulmae: prostat apud Jo. Frid. Gaum, 1755